# More (bande originale)
Pour les articles homonymes, voir More.
Albums de Pink Floyd
A Saucerful of Secrets
(1968) Ummagumma
(1969)
Singles
1. The Nile Song
Sortie : 1969

More est le troisième album studio du groupe rock progressif britannique Pink Floyd. Il sort le 13 juin 1969 sur le label EMI / Columbia et est produit par le groupe.

## Historique
Il s'agit de la bande originale du film More de Barbet Schroeder. Le film met en scène l'aventure d'un jeune Allemand, Stefan, qui découvre les plaisirs mais aussi l'enfer de la drogue grâce à une Américaine, Estelle. Tourné en pleine période hippie, une bonne partie du film se déroule à Ibiza qui deviendra un lieu incontournable pour le mouvement hippie.
Le groupe a composé devant la version pratiquement définitive du film. L'album a été composé et enregistré en seulement huit jours autour de Noël 1968 aux studios Pye de Marble Arch, pour une somme rondelette pour l’époque de 600 livres par musicien.
L'album présente une grande variété de genres musicaux : des ballades acoustiques comme Cymbaline ou Green Is the Colour (titre sur lequel, Lindy, la femme de Nick Mason joue de la flûte), des instrumentaux improvisés comme Up the Khyber, des thèmes psychédéliques dans Dramatic Theme et Cirrus Minor ou même du hard rock avec The Nile Song, variante d'Ibiza Bar qui, contrairement à ce que l'on pourrait penser, est joué lors d'une scène du film qui se déroule dans un bar à Paris.
Cette expérience enchante le groupe. Cet album de commande lance plusieurs morceaux qui seront énormément joués en concert comme Cymbaline dont la version en concert, intitulée Nightmare (cf. The Man and the Journey) dure plus de onze minutes.
Le titre The Nile Song (face B : Ibiza Bar) sort en single en Europe et au Japon.
Cet album se classe à la neuvième place des charts britanniques lors de sa sortie et à la 153e place du billboard 200 lors de sa réédition en 1973 aux États-Unis. En France, il se classe à la seconde place des meilleures ventes de disques à sa sortie et est certifié disque d'or (100 000 exemplaires vendus) en 1977.

## Liste des titres
Les chansons créditées à Pink Floyd sont composés par David Gilmour, Nick Mason, Roger Waters et Richard Wright.
| 1. | Cirrus Minor        | Roger Waters               | David Gilmour | 5:18 |
| 2. | The Nile Song       | Waters                     | Gilmour       | 3:26 |
| 3. | Crying Song         | Waters                     | Gilmour       | 3:33 |
| 4. | Up the Khyber       | Nick Mason, Richard Wright | Instrumental  | 2:12 |
| 5. | Green Is the Colour | Waters                     | Gilmour       | 2:58 |
| 6. | Cymbaline           | Waters                     | Gilmour       | 4:50 |
| 7. | Party Sequence      | Pink Floyd                 | Instrumental  | 1:07 |

| 8.  | Main Theme      | Pink Floyd              | Instrumental | 5:28 |
| 9.  | Ibiza Bar       | Pink Floyd              | Gilmour      | 3:19 |
| 10. | More Blues      | Pink Floyd              | Instrumental | 2:12 |
| 11. | Quicksilver     | Pink Floyd              | Instrumental | 7:13 |
| 12. | A Spanish Piece | David Gilmour           | Gilmour      | 1:05 |
| 13. | Dramatic Theme  | Gilmour, Waters, Wright | Instrumental | 2:15 |

## Musiciens
- David Gilmour : guitares, chant, effets sonores
- Roger Waters : basse, chant, gong, guitare acoustique, effets sonores
- Richard Wright : Orgue Farfisa Combo-Compact duo, orgue Hammond M-102, Épinette, Grand Piano,  vibraphone, chant
- Nick Mason : batterie, percussions

### Musicienne additionelle
- Lindy Mason : flûte sur Green Is the Colour et Party Sequence  (non créditée).

## Production
L'album est composé et enregistré en seulement huit jours.
Roger Waters compose une chanson intitulée Seabirds que l'on peut entendre dans le film mais qui ne figure pas sur le disque.
La chanson Cymbaline existait déjà avant la sortie de More sous le titre Nightmare ; la chanson proviendrait en effet d'un cauchemar de Waters. Elle faisait partie de leur tournée conceptuelle The Man and the Journey. La pièce s'arrêtait alors en plein milieu avec des bruits de pas, quelques voix et une porte qui s'ouvre, le tout diffusé à travers leur sono quadriphonique (le système Azimuth Coordinator), la chanson reprenant ensuite son cours normal.

## Citations
« Le film More paraissait intéressant. Barbet [Schroeder], un protégé de Jean-Luc Godard, nous présenta le film quasiment achevé. Malgré cette contrainte et des délais serrés, Barbet fut un collaborateur facile et précieux ; nous étions payés chacun 600 livres, une somme généreuse en 1969, pour huit jours de travail autour de Noël. De plus, Barbet ne nous demandait pas de composer des tubes susceptibles de décrocher un Oscar. »

— Nick Mason, Pink Floyd : l'histoire selon Nick Mason, EPA, 2005, p. 126.

« Quand on pense que la musique de More a été composée, interprétée et enregistrée en moins d'une semaine, c'est absolument époustouflant. Lorsqu'on entend le résultat, c'est vraiment ahurissant. »

— Barbet Schroeder, Pink Floyd, Jean-Marie Leduc, 1972.

## Charts et certification
Charts album
| Pays        | Durée du classement | Meilleure position | Date              |
| ----------- | ------------------- | ------------------ | ----------------- |
| France      | 44 semaines         | 2e                 | 27 septembre 1969 |
| Pays-Bas    | 6 semaines          | 4e                 | 23 août 1969      |
| Royaume-Uni | 5 semaines          | 9e                 | 28 juin 1969      |

| Pays       | Durée du classement | Meilleure position | Date              |
| ---------- | ------------------- | ------------------ | ----------------- |
| États-Unis | 7 semaines          | 153e               | 29 septembre 1973 |
| France     | 2 semaines          | 128e               | 1er octobre 2011  |
| Allemagne  | 1 semaine           | 74e                | 10 juin 2016      |
| Italie     | 1 semaine           | 43e                | 9 juin 2016       |

Certification
| Pays   | Certification | Ventes    | Date |
| ------ | ------------- | --------- | ---- |
| France | Or            | 100 000 + | 1977 |